# Equinoteràpia
L′'equinoteràpia, teràpia eqüestre o teràpia assistida per cavalls, és una teràpia alternativa que pretén ajudar en el desenvolupament cognitiu, físic, emocional i social de persones que pateixen alguna discapacitat física, intel·lectual o sensorial, que presenten algun trastorn de conducta o alguna problemàtica social, mitjançant els cavalls.

## Història
Els cavalls han estat utilitzats com ajuda terapèutica des de l'antiga Grècia, on “l'equinoteràpia” estava reservada als qui tenien malalties incurables. Hipòcrates va ser el primer a comentar els beneficis terapèutics dels cavalls. El metge grec va escriure vàries obres sobre les ciències mèdiques, on aconsellava l'equitació per “regenerar la salut, preservar el cos humà de moltes malalties i sobretot en el tractament de l'insomni”. També garantia que “l'equitació practicada a l'aire lliure fa que els músculs millorin el seu to”. Consegüentment, es pot afirmar que la primera citació de l'equinoteràpia en tota la història va ser entre els segles V i IV aC de les mans d'Hipòcrates.
Asclepíades Bitini va ser el següent en observar la utilitat dels cavalls des de l'àmbit terapèutic. Bitini afirmava que l'equitació era beneficiosa pels malalts de gota, d'epilèpsia, paràlisi i apoplexia.
En l'època clàssica, Galè de Pèrgam, metge personal de l'emperador Marc Aureli, va recomanar-li a l'emperador que muntés a cavall perquè així pogués realitzar les seves funcions amb més agilitat i rapidesa.
Al Renaixement, Hyeronimus Mercurialis va esdevenir famós per la recuperació de les idees de Galè sobre medicina. I en una de les seves obres, De Arte Gymnastica, publicats el 1569, Mercurilais va afirmar la següent idea de Galè: “L'equitació no tan sols exercita el cos, sinó també els sentits”. Plantilla:Test imprecís
Thomas Sydenham va publicar al 1683 un llibre anomenat Tractat de la Gota, malaltia que el mateix Sydenham patia. Allà afirmava que “la millor cosa que he conegut per fortificar i reanimar la sang i la ment és muntar diàriament i fer llargs passejos a l'aire lliure”. També recomanava l'equitació com un tractament idoni per la tuberculosi, còlics biliars i flatulències.
El metge i químic Friedrich Hoffmann, va ser el següent en mencionar l'equinoteràpia en els seus escrits. Particularment, va publicar al 1698 Necessaria salivae inspectione ad conservandam et restaurandam sanitatem, on va dedicar un capítol sencer a l'equitació i als seus nombrosos beneficis. Com per exemple, defineix el pas del cavall com el caminar més saludable.

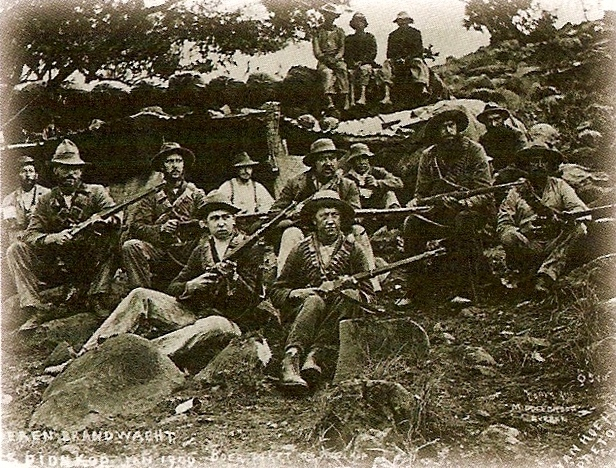
Imatge de la Segona Guerra Bòer

Més endavant, Denis Diderot, un filòsof i escriptor francès, va ser l'encarregat de la producció de “Enciclopédie ou Dictionnaire raisonné des sciences, des arts et des metiers” entre 1747 i 1750. En aquesta enciclopèdia, comenta que “l'equitació estimula el moviment dels músculs, és per això que té influència en tot el cos”.
Al 1782, Clément Joseph Tissot, un metge francès, va publicar Gymnastique médicinale et chirurgicale. On va tractar de manera exhaustiva els efectes de l'equitació i, a més a més, va falsejar els prejudicis sobre la pràctica excessiva d'aquesta activitat. I relacionat amb el que va anunciar el químic i metge alemany Friedrich Hoffmann sobre el caminar del cavall, Tissot afirma que el pas del cavall és el més eficaç dels tres aires des del punt de vista terapèutic.
Al 1875, el neuròleg francès Charles Marie E. Chassaignac va descobrir que els moviments del cavall milloraven l'equilibri, el moviment de les articulacions i el control muscular dels pacients. També va concloure que millorava l'estat d'ànim de la persona que muntava i ho recomanava especialment a paraplègics i a persones amb trastorns neurològics. I pocs anys després, al 1901, es va fundar el primer hospital ortopèdic a Oswestry, Anglaterra, per ajudar a tots els ferits de la Segona Guerra Bòer. Allà, una voluntària de l'hospital va portar els seus cavalls amb la finalitat d'acabar amb la monotonia dels tractaments dels mutilats. Aquest va esdevenir el primer registre d'una activitat eqüestre lligada a un hospital. A partir d'aquí, altres hospitals van seguir aquest exemple, com l'hospital universitari d'Oxford al 1917.

### Equinoteràpia moderna

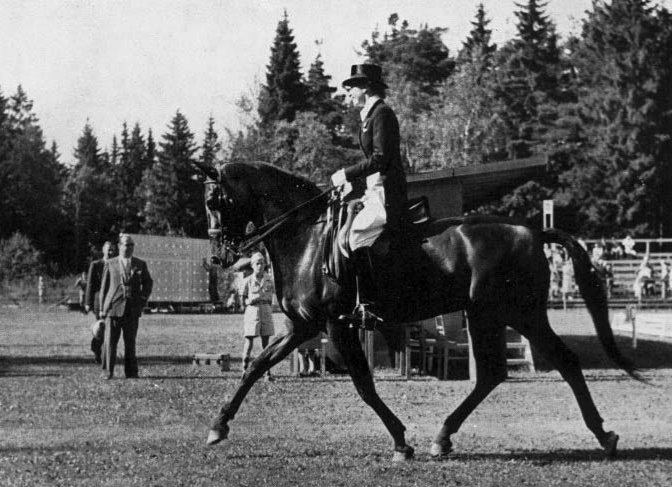
Lis Hartel i Jubilee als Jocs Olímpics d'Estiu de 1952 a Hèlsinki.

La principal contribuidora d'aquest fenomen va ser la danesa Lis Hartel. Hartel era una genet que tot i que una greu poliomielitis la va atacar a l'edat dels 16 anys, va continuar muntant a cavall. És més, en un principi va quedar paralítica a causa d'aquesta malaltia, però després va aconseguir reactivar la majoria dels seus músculs, encara que va perdre la sensibilitat de genolls cap avall. Tothom li deia que es tragués del cap l'equitació, però després de tres anys de rehabilitació i vuit d'entrenar durament, va guanyar la medalla de plata en doma en les Olimpíades que es van celebrar a Hèlsinki l'any 1952. El fet, però, és que el públic només es va adonar del seu estat quan Hartel va necessitar ajuda per baixar del cavall i va pujar al podi amb crosses. Fins llavors, era una genet com un altre. Aquesta història es va repetir a les Olimpíades de Melbourne en 1956. Aquest exemple d'equinoteràpia va despertar l'interès i curiositat de metges arreu del món per utilitzar activitats eqüestres per un benefici terapèutic. Va ser tan gran aquest interès que al 1952, va aparèixer el primer equip interdisciplinari a Noruega format per un fisioterapeuta i el xicot de Hartel, que era psicòleg i entrenador d'equitació.
Per altra banda Max Reichenbach va ser el doctor pioner en la investigació científica d'aquesta teràpia. Va fer els primers estudis a nombrosos pacients en la seva clínica de fisioteràpia a Birkenreuth, Alemanya, des del 1953. La seva feina va atraure a altres científics i a partir del 1960, el terme d'hipoteràpia ja estava sembrat a Alemanya, Àustria, Suïssa, Noruega, Anglaterra, França, els Estats Units i el Canadà.
L'any 1969, es va fundar als Estats Units NARHA~ NARHA (North American Riding for the Handicapped Association), una associació que avui en dia controla 650 centres entre els Estats Units i el Canadà, les quals ajuden a 30.000 persones discapacitades.
L'any 1992 es funda la American Hippotherapy Association i al 1999 Equine Assisted Growth and Learning Association (EAGLA) que actualment té 500 programes a 40 països diferents que ajuden a 50.000 pacients.
Avui dia es pot accedir a part d´aquesta formació fent un Màster Universitari.

## Els cavalls
Els cavalls són una peça clau d'aquesta teràpia, són els moderadors entre el pacient i el seu objectiu, i això és possible gràcies a les següents tres característiques d'aquest animal.

### Animals sensibles i amb capacitat d'entendre el llenguatge no verbal
Els cavalls han esdevingut animals sensibles amb el seu entorn, sempre atents i vigilant, això és perquè són animals depredats i des del principi de la seva espècie, han estat treballat junts en una manada per sobreviure. I és per aquest motiu, els cavalls han après a relacionar-se fins al punt d'establir vincles afectius amb els del seu entorn. A banda d'això, per evitar els possibles depredadors, els cavalls han esdevingut extremadament sensibles al seu ambient. Instintivament, els cavalls analitzen i reaccionen el llenguatge corporal dels altres animals. Si ho enfoquem en el cas dels humans, els cavalls poden notar el nostre estat emocional, i reaccionar en conseqüència.

### Mida
Els cavalls presenten una alçada i una força superior als humans i poden arribar a pesar fins a 600 quilograms. És per aquest motiu que quan un pacient comença aquest tractament, aquest és el primer obstacle que es troba, la por a un animal de mides grans. Però superar aquest problema inicial pot ser alliberador per part del pacient, a més, el sentiment de “ser capaç” i “de poder” els incrementa l'autoestima i la seguretat en ells mateixos.

### Principis terapèutics

#### Transmissió d'impulsos rítmics
Quan el cavall està en moviment, transmet des del seu llom impulsos rítmics a la cintura pelviana, a la columna vertebral i a les extremitats inferiors del genet. La resposta dinàmica del genet a aquests impulsos fisiològics que rep quan el cavall es mou és un acte de coordinació del tronc i el cap. Això el converteix en un excel·lent entrenament de la coordinació psicomotriu d'aquestes dues parts sense utilitzar les cames. Però el punt més destacable és que aquests impulsos provoquen continus ajustos posturals, i aquests alhora afavoreixen la postura i l'equilibri del genet. A més a més, els impulsos rítmics que transmet el cavall són de 110 per minut i si tenim en compte que la freqüència cardíaca dels humans és d'entre 60 a 100 batecs per minut, en ser no molt superior la dels cavalls, fa que la freqüència cardíaca sigui regulada en la munta terapèutica. Causant, aleshores, relaxació i estimulació positiva al pacient que rep els impulsos.

#### Transmissió d'un patró de locomoció tridimensional equivalent al patró fisiològic de la marxa humana
Aquest moviment tridimensional està basat en la teoria de la neuroplasticitat neuronal i fa referència als beneficis del patró de marxa dels cavalls al pas, el qual es bastant similar al patró fisiològic de la marxa humana. Bàsicament, el moviment tridimensional, tal com diu el seu nom, es fa en tres eixos: longitudinal, transversal i horitzontal. Però el cervell humà no interpreta aquests com moviments aïllats, sinó que els registra tots tres com una gamma de patrons motors. Aquests patrons similars a la marxa humana que el pacient nota quan munta el cavall es van gravant en el seu cervell i amb el temps, s'automatitza. Això possibilita la seva transferència a la marxa pedestre, o en altres paraules, quan el pacient camina. No cal dir que, mentre es realitza la teràpia, el pacient rep el patró fisiològic de la marxa mentre està assegut i sense utilitzar les cames. Aquest fet és particularment beneficiós pels pacients que tenen problemes, insensibilitat o altres discapacitats en les extremitats inferiors.

#### Transmissió de calor corporal
Aquest benefici terapèutic es basa en la diferència de temperatura corporal d'ambdós. Mentre que la del cavall és de 38 graus i pot arribar als 38,8 graus quan corre, els humans estem al voltant dels 36 graus. És gràcies a aquesta diferència que el cavall s'utilitza com un instrument calorífic per relaxar la musculatura i lligaments i estimular la sensopercepció tàctil. És més, alguns autors afirmen que la calor del cos del cavall i el seu moviment pot fer sentir al pacient confiat, protegit i segur.

## Els pacients
La teràpia amb cavalls està recomanada per a persones, tan adultes com nens, que tenen alguna discapacitat ja sigui física, psíquica o sensorial, o alguna deficiència de quasi tots els tipus. Els seus pacients s'inclouen en una gran gamma de malalties, síndromes i trastorns ben diferenciats els uns amb els altres. No obstant això, cal insistir que també es poden trobar pacients que 

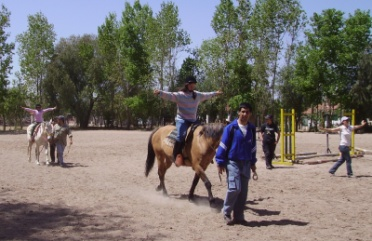
Sessió d'equinoteràpia grupal per persones amb discapacitat intel·lectual

practiquen l'equinoteràpia que no tenen diagnòstic. Ara sí, les patologies més freqüents que treballen la teràpia assistida per cavalls són: TEA, ansietat, TOC, addiccions, depressió, psicosi, esquizofrènia, neurosi i TEPT pel que fa a malalties mentals; hipercinèsia i TDAH com a trastorns de conducta; Síndrome de Down, de West i de Rett; tot tipus de discapacitat física, intel·lectual i sensorial; paràlisi cerebral, supervivents amb seqüeles dels atcs de feridura, disfuncions cerebrals, hidrocefàlia, traumatisme cranioencefàlic i esclerosi múltiple respecte a patologies del sistema nerviós. Quant a les patologies de l'aparell locomotor hi trobem la distròfia muscular, l'osteocondrosi, la fibromiàlgia, la cifosi, la hiperlordosi i l'escoliosi. Altres malalties que pateixen els pacients de l'equinoteràpia són la malaltia de Parkinson, poliomielitis i les malalties psicosomàtiques. Finalment, altres trastorns que es pot trobar són trastorns emocionals com el trastorn bipolar i trastorns de la conducta alimentaria.
Per altra banda, no és recomanable l'equinoteràpia pels malalts de les següents patologies: incontinència urinària, insuficiència cardíaca, osteoporosi, hipofòbia o fòbia als cavalls, al·lèrgia al pèl de cavall i al·lèrgia a la pols.

## Beneficis
Com que l'equinoteràpia engloba un alt nombre de malalties diferents entre elles mateixes, els beneficis que pot aportar també es distingeixen molt. És per això que els beneficis d'aquesta teràpia amb cavalls estan agrupats en els següents àmbits: 
Beneficis físics
- Regulació del to muscular
- Automatització del patró de locomoció
- Estabilització del tronc, el cap i el coll
- Increment de l'elasticitat i de l'agilitat
- Desenvolupament del sistema propioceptiu
- Millorament de la coordinació i l'equilibri
- Enfortiment de la musculatura
- Reforçament de la psicomotricitat
- Afavoriment del funcionament de l'aparell respiratori
- Estimulació de la peristalsi intestinal i del sistema circulatori
- Millament de la percepció de l'estructura espaciotemporal
- Desenvolupament de la percepció dels sentits

Beneficis psicològics
- Millorament de l'autoestima i de l'autoconfiança
- Fomentació de la confiança cap als altres
- Ajuda a controlar les emocions
- Potencia el sentiment de normalitat
- Corregeix problemes de conducta i comportament
- Disminueix l'ansietat
- Augmenta la motivació personal

Beneficis socials
- Ajuda a relacionar-se amb persones fora del cercle familiar
- Potencia la creació d'amistats
- Desenvolupament de les qualitats de respecte, responsabilitat i paciència

Beneficis cognitius
- Millorament de la capacitat d'atenció i de la memòria
- Afavoriment en la comunicació verbal i no verbal
- Augment de vocabulari
- Fomenta la construcció lingüística

## Modalitats
L'equinoteràpia és una de les teràpies alternatives més extensa que es pot trobar, és per aquesta raó que inclou diferents interpretacions, anomenades modalitats. Cadascuna d'elles té un perfil de pacient específic i les seves activitats es basen en aquest. És el terapeuta que estudia el cas particular del client, i segons els objectius del pacient, tria quina modalitat li escau millor, entre aquestes hi distingim: 

### Hipoteràpia

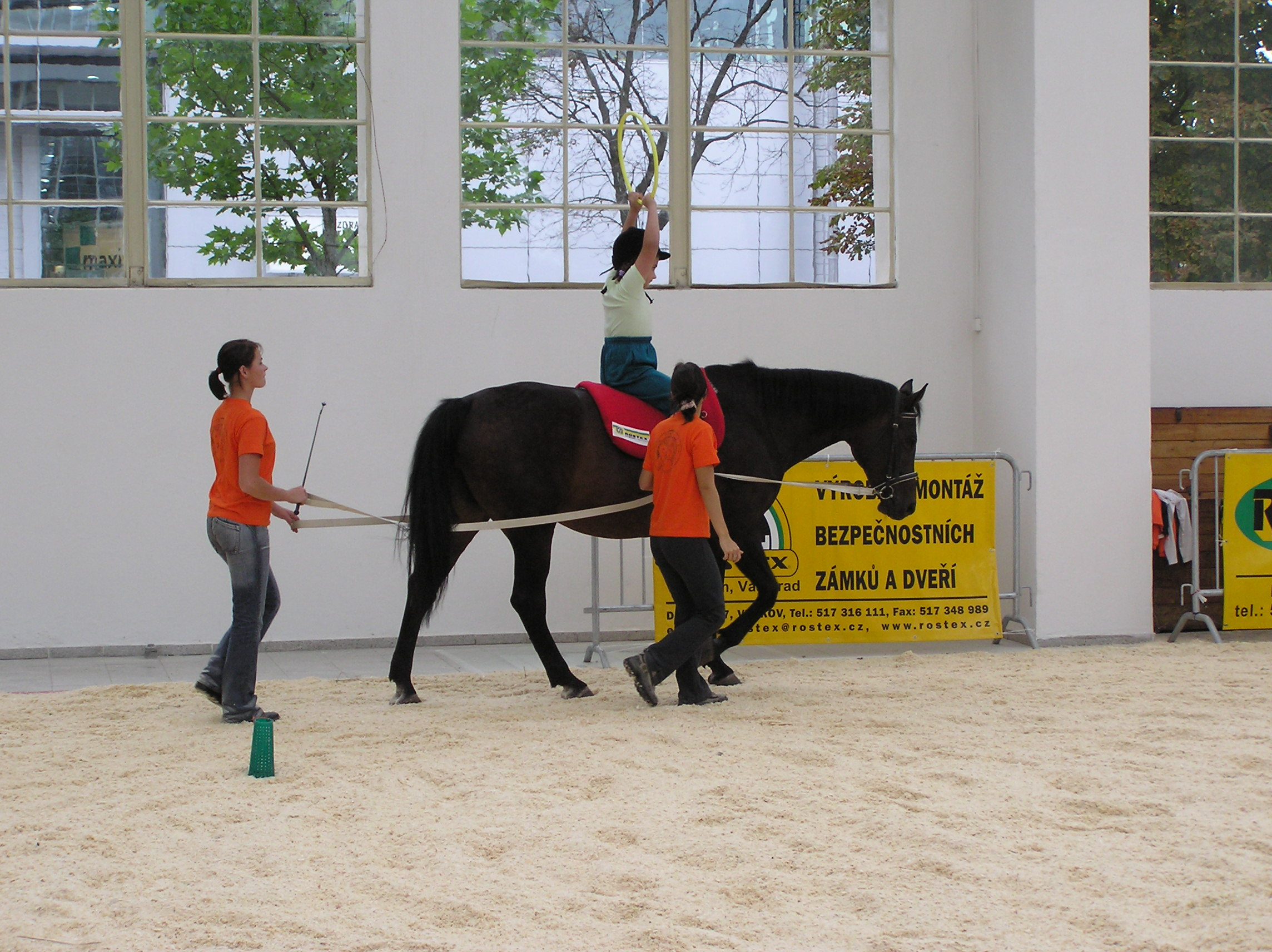
Sessió d'hipoteràpia

Aquesta branca de l'equinoteràpia es basa sobretot en aprofitar els beneficis terapèutics que els cavalls aporten al pacient amb els seus moviments, com la transmissió de calor corporal, el moviment tridimensional i els impulsos rítmics. El perfil de pacients que es busca en la hipoteràpia són clients de totes les edats que tenen problemes amb el moviment i l'equilibri, alguna discapacitat física i patologies referents a la parla. Encara que, en la hipoteràpia, els més beneficiats són els que tenen disfuncions i problemes amb l'aparell locomotor.
Alguns exemples són: hemiplegia, lesions cerebrals, paràlisis cerebrals, Síndrome de Rett i trastorns de coordinació i retard psicomotor causat per alguna malaltia greu.

### Equitació terapèutica
L'equitació terapèutica centra la seva atenció al contacte amb el cavall i la motivació que aquest procés genera. Tal com diu el seu nom, també inclou muntar a cavall, però a diferència de la hipoteràpia, la persona que practica l'equitació terapèutica té la capacitat d'exercir alguna acció en el cavall, és capaç de muntar sol i pot fer la sessió tan de forma individual com col·lectiva.
Els objectius que treballa aquesta modalitat de l'equinoteràpia es troben en les àrees psicològica-congitiva, comunicativa, social, psicomotriu i aprenentatge.
Els clients que participen el l'equitació terapèutica generalment busquen els següents beneficis: l'augment de l'autoestima, l'autocontrol i el benestar; l'adquisició de pautes de conducta, disminució de l'ansietat; millores en l'atenció, memòria, percepció, orientació i raonament. Així com l'estimulació del desenvolupament de les habilitats socials i del llenguatge. Particularment, nens amb Síndrome de Down, gent que pateixen fòbies, inseguretats, persones amb problemes d'estrès o depressió, familiars de persones amb discapacitat i malalts de trastorn bipolar són els més freqüents en aquesta modalitat de l'equinoteràpia.

### Volteig terapèutic
El volteig terapèutic, tal com diu el seu nom, és l'adaptació d'aquesta disciplina eqüestre en l'àmbit terapèutic. En les sessions d'aquesta modalitat, si que hi ha munta, però no es fa en una pista rectangular convencional, sinó que en una pista rodona. On el cavall recorre la superfície d'aquest cercle portat pel professional que se situa al centre mitjançant una corda.
El volteig terapèutic no es busca que el pacient controli en cavall, ja que aquest és dut pel terapeuta, sinó que el client adquireixi el valor suficient per fer figures a dalt del cavall mentre aquest està en moviment. Aquests figures poden incloure no està agafat al cavall, girar-se d'un cantó a l'altre, posar-se del revés, és a dir, mirant la gropa del cavall enlloc de la crinera, estirar-se completament.
La realització d'aquests exercicis portaran al pacient una sensació valentia i motivació que l'ajudaran a la presa de decisions del dia a dia. A més a més, com que aquesta modalitat inclou la munta, altres beneficis que aporta són la millora del to muscular, la coordinació, i l'equilibri. I pel que fa al perfil dels pacients, la majoria són nens perquè els diverteix més, però en general els clients que fan volteig terapèutic són persones que no estan capacitades per controlar el cavall però necessiten muntar-lo pels beneficis terapèutics que aquests aporten.

### Equitació social
Aquesta modalitat de l'equinoteràpia es basa en el vincle afectiu que hi ha entre el pacient i el cavall. I vol aprofitar aquest vincle que aquests dos éssers han format per ajudar el client a superar les seves dificultats envers l'adaptació i la integració social, conflictes familiars o reeducar algun comportament i actitud impròpia.
També està dirigida cap a la superació personal i l'augment de l'autoestima i l'autoconfiança. Per tant, els pacients que més es beneficiaran de l'equitació social són aquelles persones amb escasses habilitats socials que cerquen integrar-se de forma normalitzada a la societat. Com per exemple els malalts del trastorn per estrès posttraumàtic, els que han patit algun trastorn alimentari, ansietat, depressió, addiccions o els TEA.
A diferència dels altres tipus d'equinoteràpia, l'equitació social també inclou activitats peu a terra en les seves sessions. Això és degut al perfil de pacient que aquesta teràpia atén. Com que el pacient busca augmentar la confiança i adquirir habilitats socials, entre d'altres, els exercicis on el pacient es troba en el mateix nivell que el cavall, és a dir, quan no l'està muntant, sinó que està dret al seu costat, són els que assoleixen aquests objectius. Algunes d'aquestes activitats peu a terra consisteixen en fer passar el cavall per una superfície desconeguda, com ara una bossa de plàstic gegant, dirigir-los en un circuit creat pel mateix pacient, fer que el cavall pari sense l'ús de la corda.

### Equitació pedagògica o Psicoteràpia assistida per cavalls
Consisteix en intervencions psicològiques i/o educatives on el cavall i l'entorn s'usen com una eina de treball. Això és gràcies a que la combinació d'aquests dos elements com a col·laboradors en la teràpia esdevenen una font de motivació pels clients que volen aprendre a descobrir-se.
Aquesta modalitat utilitza els cavalls i l'entorn eqüestre per ajudar a les persones amb malalties i trastorns mentals com l'ansietat, depressió, TOC, TDAH, esquizofrènia i psicosis; persones amb afeccions cognitives com l'autisme, síndrome de Down, la malaltia del Parkinson, retard psicomotor i discapacitat sensorial i persones amb dificultat d'aprenentatge. Pel que fa a les sessions de la psicoteràpia assistida per cavalls, solen ser peu a terra i el que busquen és que mitjançant el desenvolupament d'aquestes activitats i exercicis sense muntar el cavall, el client prengui consciència del seu propi procés de creixement emocional.
En les sessions es treballa la memòria, l'atenció i la concentració dels pacients. Alhora que els pacients aconsegueixen augmentar el seu nivell d'independència, estimular l'afectivitat, la sensibilitat visual, auditiva, olfactiva i tàctil i milloren l'aprenentatge pautat. Entre altres beneficis també destaquen la millora de l'autoestima i la gestió de les emocions.

### Equitació adaptada
Aquesta branca de l'equinoteràpia és bastant diferent a les altres modalitats, el motiu principal és perquè intenta imitar l'equitació convencional. L'única diferència amb aquesta però és que els genets que la practiquen necessiten unes adaptacions especifiques per la seva munta. Aquestes habilitacions poden ser tan materials com regnes especials, muntures adaptades o senyals auditives, com adaptacions metodològiques i pedagògiques.

### Teràpies eqüestres ocupacionals
Les teràpies eqüestres ocupacionals són teràpies ocupacionals ambientades en el món del cavall. En aquest cas, emfatitzen més en totes les parts de la sessió, com la higiene del cavall, la preparació, la munta i la neteja dels materials utilitzats. La raó per la qual aquesta branca terapèutica dona tanta importància a aquestes activitats és perquè intenta, mitjançant al cavall, proporcionar les qualitats necessàries al client, que sol tenir alguna discapacitat lleu, per aconseguir-li la inserció laboral. Els pacients que solen participar en les teràpies eqüestres ocupacionals solen ser persones amb síndrome de Down.

## Problemes freqüents
Alguns problemes que es troben les famílies o els mateixos usuaris a l'hora de decidir si realitzar aquesta teràpia pseudocientífica són:

### Temps
L'equinoteràpia sol durar anys i en casos, tota la vida. Això no és degut al fet que els beneficis es manifestin a llarga durada, sinó perquè molts clients ho acaben convertint en un hàbit que els diverteix, com una activitat lúdica o com un esport. Per una altra banda, totes les modalitats de l'equinoteràpia requereixen regularitat i continuïtat per que la teràpia sigui realment efectiva. És per això que es solen realitzar setmanalment ja siguin sessions individuals o col·lectives.

### Por
Tot i que per una banda, l'equinoteràpia resulta ser efectiva en el tractament de l'ansietat i que es normal que el principi el pacient se senti incòmode per la presència d'aquest animal, si un client té més por del que es consideraria normal d'estar al costat del cavall, aquest no se sentirà motivat per continuar la teràpia.
Un altre cas pot ser que el pacient hagi tingut alguna experiència traumàtica amb els animals en general o amb aquest en particular. A banda d'això, és recomana que abans de començar aquesta teràpia, és parli amb el metge del pacient.
De vegades, però, l'entorn familiar del possible client no està d'acord que aquest participi en aquesta teràpia assistida per cavalls. No només per la por a l'animal, sinó als perills que poden passar durant la teràpia, i aquest és un punt molt important. Tot i que ja hi ha especialistes en cavalls durant les sessions que intenten evitar qualsevol risc, i tenint en compte que aquests cavalls han estat escollits i entrenats per ser idonis per la teràpia, no deixen de ser animals. En algun moment es poden espantar o sentir-se amenaçats i començar a córrer o botar.

### Preu
En general, tot el que està relacionat amb el món dels cavalls no resulta ser gaire econòmic, principalment perquè el cost de mantenir l'animal és molt elevat. Tenint això en ment, una sessió d'equinoteràpia d'una hora sol costar entre 20 i 25 €, però hi ha alguns centres que arriben a demanar més.
El preu varia segons del l'edat del client, el seu grau d'autonomia i si es fa de manera individual o en grup.

## Efectivitat
L'efectivitat de l'equinoteràpia encara està per confirmar. Cal tenir en compte que és bastant recent i tot just se sent a parlar, és per això que les respostes dels professionals mèdics sobre l'eficàcia de l'equinoteràpia són mixtes. La majoria d'estudis científics conclouen que no hi ha prou evidència científica que demostri que l'equinoteràpia pugui millorar a tots els pacients que s'han llistat anteriorment. Tot i això, recerques i investigacions sobre aquesta teràpia que s'estan fent actualment esperen resultats prometedors. Ara bé, si que hi ha prou evidència científica que la teràpia assistida per cavalls ajudi en el tractament de l'ansietat, addiccions, TEPT, TDAH i TEA.